# Futbol'nyj Klub Chimik Dzeržinsk
Il Futbol'nyj Klub Chimik Dzeržinsk (in russo Футбольный Клуб Химик Дзержинск?), noto semplicemente come Chimik è una società calcistica di Dzeržinsk. Milita attualmente nella serie B russa.

## Storia
La società venne fondata nel 1946 con il nome di Azot Dzeržinsk; dal 1947 cambiò varie volte denominazione (Zavod, Zarya, Volna, Sibur) fino a quello attuale.
La squadra giocò il campionato sovietico dal 1947 al 1949 e dal 1960 al 1962.

## Palmarès
- Vtoroj divizion: 1

2012-2013